# Furuhedsskolan
Furuhedsskolan är en kommunal gymnasieskola i Kalix. Skolans verksamhet invigdes höstterminen 1970 och hade 1 000 elever från Kalix med omnejd.
Skolan har i dag cirka 600 elever främst från Kalix men även från ett antal andra kommuner. Ett hundratal personer arbetar vid Furuhedsskolan.

## Om skolan
Skolan har ett bibliotek och ett elevkafé. Länstrafiken Norrbotten har flera linjer som stannar vid skolans hållplats. Senaste renoveringen var 2005 när skolbiblioteket placerades i mitten av huvudbyggnaden.
Furuhedsskolan samverkar med andra utbildningsanordnare, till exempel Kulturskolan och Yrkesakademin samt Tornedalsskolan i Haparanda sedan år 2010 om vissa program. Det sker även internationella elevutbyten med bland annat Wales, Skottland, Tyskland och Ryssland.
Verksamheten är fördelat på två fysiska platser, och ett antal olika byggnader. Augusti 2016 tog Kalix kommun över huvudmannaskapet över Kalix Naturbruksgymnasium från Norrbottens Läns Landsting.
Under 2023 påbörjades renovering av F-huset som byggdes under 1950-talet. F-huset inrymmer bl.a en del av de tekniska programmen och den anpassade gymnasieskolan.  Uppdraget omfattar 6 200 kvadratmeter och kostnaden beräknas till cirka 62 miljoner, och utförs av Rekab entreprenad. Ombyggnationen förväntas vara klar till hösten 2024 och då ska även vård- och omsorgsprogrammet samt vuxenutbildningen flytta in i lokalerna. 

### Konstverk
Utanför skolan finns ett konstverk kallad Borgen som är gjort av konstnärerna Björn Blomberg, Abisko, och Ingemar Callenberg, Luleå. Verket väger cirka 40 ton och är utfört i betong vid Betong Sanders fabrik i Kalix. Det placerades vid skolan 1970. Verket belyser det årtalet ur enkla fakta, personnamn och konstaterande av händelser och ska vara ett tidsdokument för Kalix/världen berättade konstnärerna i en artikel i NSD. På insidan av verket placerades bänkar och ommålningsbara ytor/tavlor för möjlighet att kunna delta i samhällsdebatten för kommande skolgenerationer. År 2016 beslutades det att konstverket skulle restaureras då målningar utförts även på utsidan på de olika texterna.

## Statistik
| Antalet elever vid Furuhedsskolan mellan 1970 och 2021 |
|                                                        |

Källor: 

## Programutbud
Programutbudet är följande: 
| Program                          | Kategori                                     | Startat år | Inriktningar idag                                                                                  | Tidigare inriktningar |
| -------------------------------- | -------------------------------------------- | ---------- | -------------------------------------------------------------------------------------------------- | --------------------- |
| Ekonomiprogrammet                | Högskoleförberedande program                 |            | Ekonomi                                                                                            |                       |
| Estetiska programmet             | Högskoleförberedande program                 | 1993       | Bild och formgivning Musik                                                                         | Dans                  |
| Naturvetenskapsprogrammet        | Högskoleförberedande program                 |            | Naturvetenskap                                                                                     |                       |
| Samhällsvetenskapsprogrammet     | Högskoleförberedande program                 |            | Beteendevetenskap Medier, information och kommunikation (Mediaprogrammet)                          | Samhällsvetenskap     |
| Teknikprogrammet                 | Högskoleförberedande program                 |            | Produktionsteknik (ingår som del av Teknikcollege Norrbotten)                                      |                       |
| Barn- och fritidsprogrammet      | Yrkesförberedande program Lärlingsutbildning |            | Pedagogiskt och socialt arbete Fritid och hälsa                                                    |                       |
| Bygg- och anläggningsprogrammet  | Yrkesförberedande program                    |            | Anläggningsfordon (startat år 2021) Husbyggnad                                                     |                       |
| El- och energiprogrammet         | Yrkesförberedande program                    |            | Elteknik                                                                                           |                       |
| Fordons- och transportprogrammet | Yrkesförberedande program                    |            | Personbil Lastbil och mobila maskiner                                                              |                       |
| Industritekniska programmet      | Yrkesförberedande program                    |            | Svetsteknik (ingår som del av Teknikcollege Norrbotten)                                            | Träindustri (?-2007)  |
| Naturbruksprogrammet             | Yrkesförberedande program                    |            | Skogsbruk Naturturism (Programmet ingår som del av Teknikcollege Norrbotten)                       |                       |
| Vård- och omsorgsprogrammet      | Yrkesförberedande program                    |            | Inga nationella inriktningar. Programmet ingår som en del av vård- och omsorgscollege Norrbotten.  |                       |
| Introduktionsprogrammet          | Introduktionsprogram                         |            | Programinriktat val Yrkesintroduktion Individuellt alternativ Språkintroduktion                    |                       |
| Gymnasiesärskolan                | Gymnasiesärskola                             |            | Administration, handel och varuhantering Fastighet, anläggning och byggnation Individuella program |                       |

## Historik

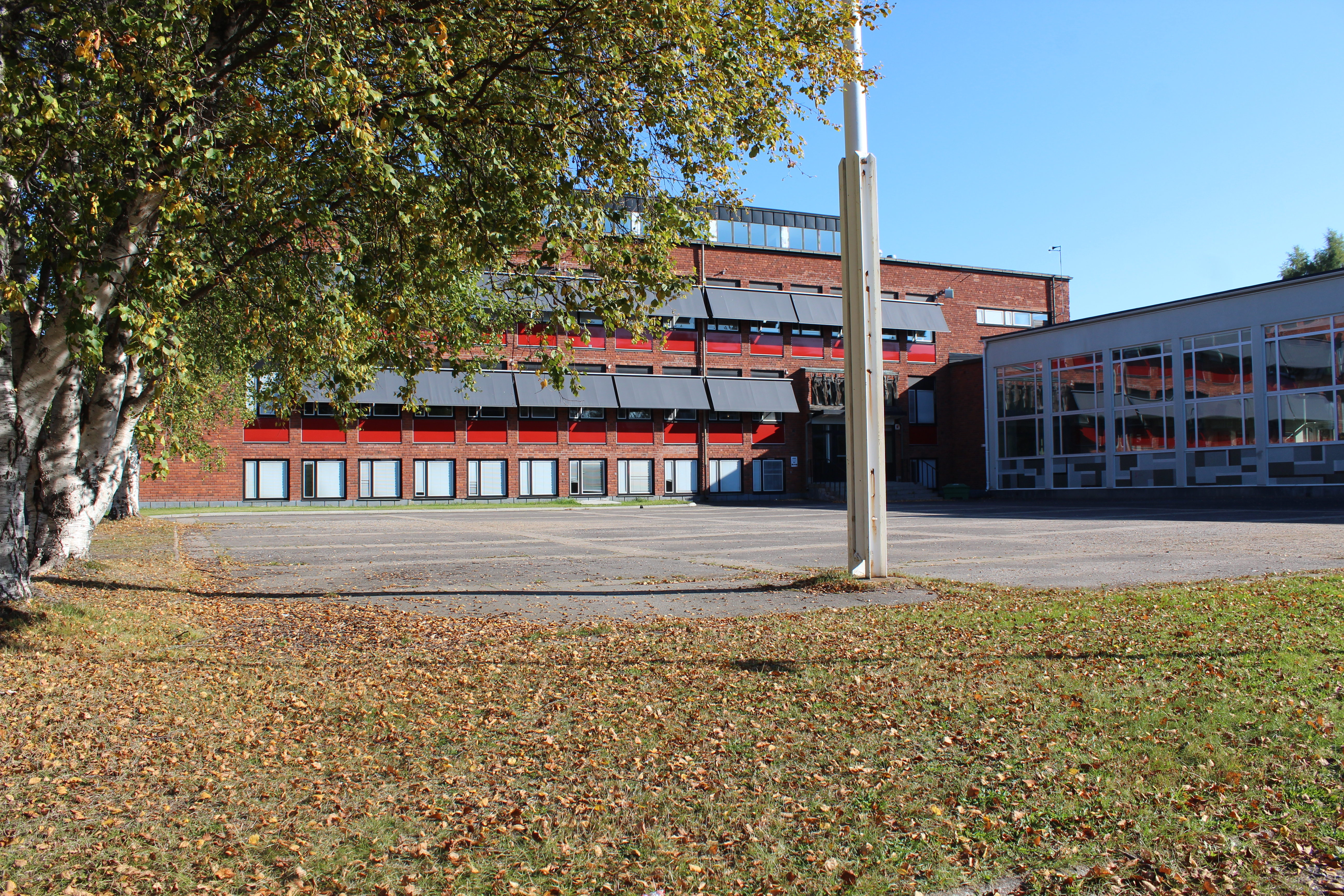
I Manhemsskolan fanns gymnasiet under åren 1955–1969.

Innan gymnasiet flyttades till de nuvarande lokalerna bedrevs gymnasieutbildningen i Kalix i Manhemsskolan åren 1955–1969.
Åren 2014–2020 var skolan en certifierad FN-skola.

### Jättestor studentmössa
Sommaren 1994 tillverkade eleverna vid den då nya Estetlinjen kanske en rekordstor studentmössa. En lärare vid programmet hade länge drömt om att jobba i storformat, och i samarbete med eleverna vid bygg- och vvs-linjerna blev det verklighet, en studentmössa som mätte 2,20 meter i diameter. Det stora konstverket finns kvar än idag och ställs ut när det är student och skolavslutning.

### Historik programutbud
| Program                          | År     |
| -------------------------------- | ------ |
| Hotell- och restaurangprogrammet | ?-2007 |
| Häst- och ridprogrammet          | ?-2007 |
| Frisörprogrammet                 | 2006-? |

### Ålderdomshem
Hösten 2017 kom besked om att delar av gymnasieskolans lokaler som inte längre användes skulle byggas om till lägenheter för äldre. Projektet genomfördes i samarbete med Statens bostadsomvandling (SBO) och 15 lägenheter byggdes. Den nya byggnaden kallas för Njutbo och är för människor som är 65 år eller äldre. Själva byggnationen startade i december 2018 och färdigställdes i november 2019. Den officiella invigningen skedde januari 2020.